# Ẩm thực Okinawa

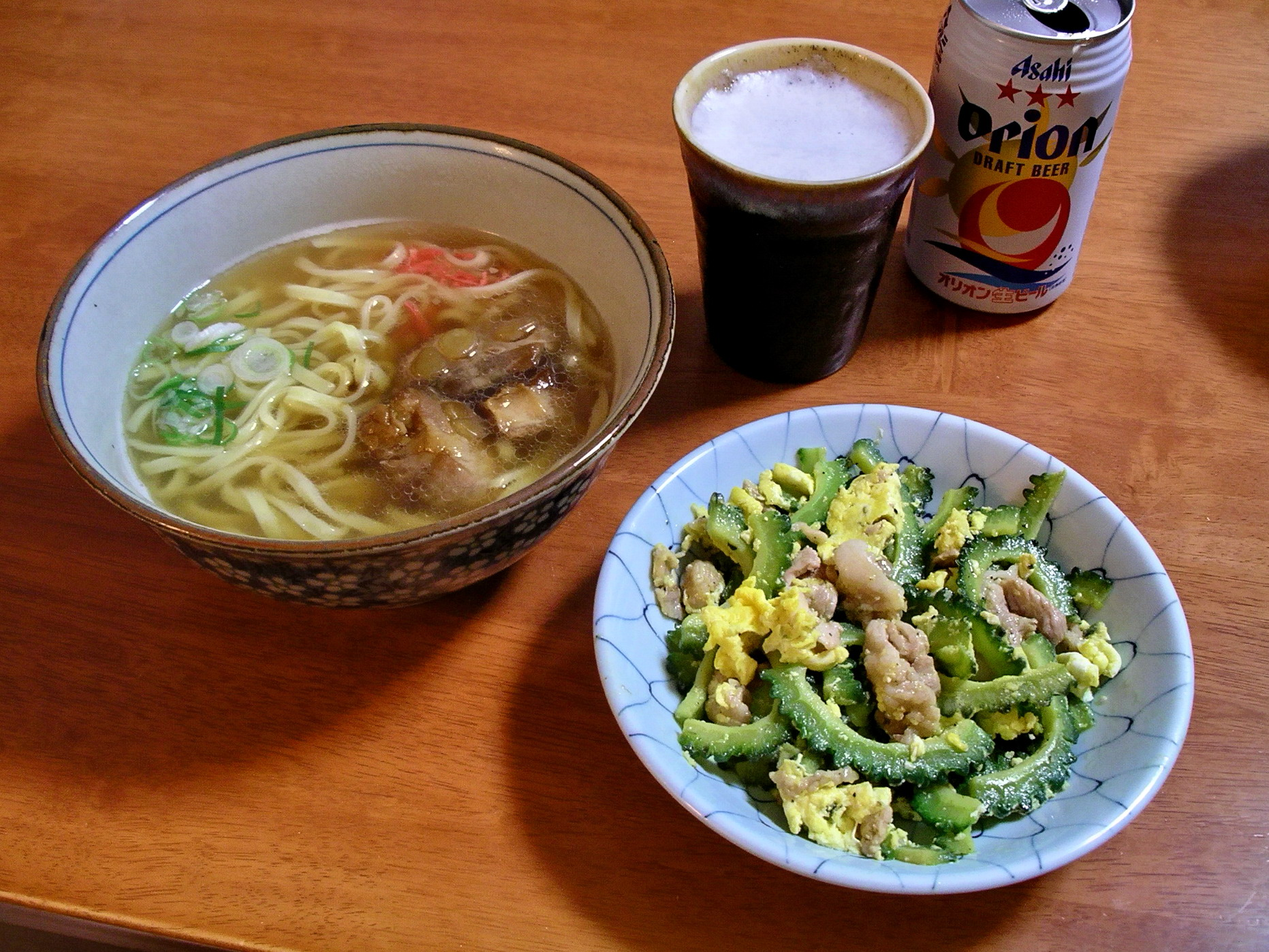
Okinawa soba và Gōyā chanpurū với một vòi bia Orion địa phương

Ẩm thực Okinawa (沖縄料理 (Xung Thằng Liệu Lí) Okinawa ryōri) là ẩm thực của tỉnh Okinawa của Nhật Bản. Ẩm thực này còn được biết đến là Ẩm thực Lưu Cầu (琉球料理 Ryūkyū ryōri), liên quan đến Vương quốc Lưu Cầu.

## Lịch sử
Ẩm thực Okinawa kết hợp những ảnh hưởng từ ẩm thực Trung Quốc và ẩm thực Đông Nam Á do lịch sử giao thương lâu đời của nó. Khoai lang, được giới thiệu ở Okinawa vào năm 1605, đã trở thành một loại lương thực chính ở Okinawa từ đó cho đến đầu thế kỷ 20. Một bài báo về thức ăn của Okinawa do Kikkoman viết cho biết rằng goya (khổ qua) và nabera (mướp hoặc khăn bầu) "có khả năng" được du nhập vào Okinawa từ Đông Nam Á. Kể từ khi Ryukyu từng là một quốc gia triều cống của Trung Quốc, các đầu bếp của Ryukyuan đã đến tỉnh Phúc Kiến để học cách nấu món ăn Trung Quốc; Ảnh hưởng của Trung Quốc đã xâm nhập vào Okinawa theo cách đó. Bài báo tương tự của Kikkoman nói rằng phương pháp chưng cất awamori có thể bắt nguồn từ Xiêm (Thái Lan) và du hành đến Okinawa vào thế kỷ 15. Sau khi chúa tể của Miền Kagoshima xâm lược Lưu Cầu, những người đầu bếp Okinawa đã đến Nhật Bản để nghiên cứu về ẩm thực Nhật Bản, khiến ảnh hưởng đó đã ngấm vào ẩm thực Okinawa.
Okinawa được quản lý bởi Hoa Kỳ sau Thế chiến thứ hai, trong thời gian đó nhiều loại thực phẩm đóng hộp đã được phổ biến. Các cửa hàng hamburger của Mỹ đã thâm nhập vào thị trường Okinawa sớm hơn trên đất liền. Chính trong thời kỳ này, người dân Okinawa đã trở nên quen thuộc với văn hóa ẩm thực được Mỹ hóa. Ẩm thực đã phát triển trong thời hiện đại, đặc biệt là do sự hiện diện của quân đội Mỹ trên đảo Okinawa kể từ khi Thế chiến II kết thúc.

## Tính cách
Bên cạnh rau và trái cây, ảnh hưởng của miền Nam và Đông Nam Á còn thể hiện rõ trong ẩm thực Okinawa trong việc sử dụng các loại thảo mộc và gia vị, chẳng hạn như nghệ, được sử dụng ở Okinawa thường xuyên hơn ở lục địa Nhật Bản, nhưng ít thường xuyên hơn so với các món ăn đảo nhiệt đới khác.  Gia vị của ẩm thực Okinawa chủ yếu bao gồm muối, miso, vảy cá ngừ (katsuobushi) hoặc kombu. So với chế độ ăn ở đại lục, các món ăn của Okinawa không sử dụng nhiều loại nấm.
Một đặc điểm khác của ẩm thực Okinawa là phụ thuộc vào thịt. Nguồn protein chính của ẩm thực Okinawa được lấy từ gia súc, cụ thể là lợn. Phật giáo ít truyền bá rộng rãi hơn ở Okinawa, và quần đảo ít bị ảnh hưởng bởi phong tục không ăn thịt của Mạc phủ Tokugawa. Okinawa đã có văn hóa sử dụng gia súc từ thời Edo. Một câu nói của người Okinawa nói rằng ẩm thực Okinawa "bắt đầu với lợn và kết thúc bằng lợn" và "mọi bộ phận của lợn đều có thể ăn được ngoại trừ móng guốc và đuôi của nó."
Mặc dù được bao quanh bởi biển, người Okinawa ăn hải sản tương đối ít so với các nền văn hóa hàng hải khác. Cá và các sản phẩm hải sản khác theo truyền thống rất khó bảo quản trong điều kiện nhiệt độ cao của các đảo Okinawa. Ngoài ra, các hòn đảo được bao quanh bởi tương đối ít loài cá. Các chế phẩm chính của cá là ngâm muối (shio-zuke), sấy khô, nướng, ninh trong nước tương (nitsuke), và như kamaboko, một món hải sản chế biến thường được làm từ cá trắng. Sashimi được phục vụ ở Okinawa, nhưng bị hạn chế bởi không thể giữ được độ tươi do nhiệt độ cao trên đảo. Không giống như trên các hòn đảo chính của Nhật Bản, Sashimi không phải là một phần của bữa ăn đầy đủ các món.
Các loại tảo bẹ ăn được cũng là nguyên liệu phổ biến, chẳng hạn như kombu. Người Okinawa làm salad, súp hoặc tempura bằng cách sử dụng Cladosiphon okamuranus (モ ズ ク), Hijiki, v.v. Ẩm thực Okinawa thường sử dụng kombu, không chỉ trong việc nấu súp, mà còn để chế biến các món om, món xào, v.v. Mặc dù không được trồng trong khu vực nhưng Okinawa là một trong những nơi tiêu thụ kombu lớn nhất ở Nhật Bản.
Thực phẩm chủ yếu của Okinawa theo truyền thống là khoai tây, chẳng hạn như khoai lang hoặc khoai môn, nhưng chúng được thay thế bằng gạo hoặc bột mì, sau đó người Okinawa đã phát triển các món ăn nguyên bản như cơm taco, v.v.
Sau khi kết thúc thời kỳ chiếm đóng, họ vẫn có nền văn hóa ẩm thực nguyên thủy, và thực phẩm đã được Mỹ hóa thường xuyên được ăn trong chế độ ăn của họ. Tuy nhiên, người dân Okinawa không tiêu thụ nhiều thực phẩm từ sữa, chẳng hạn như sữa và pho mát. Bánh mì không quá phổ biến như một loại lương thực chính.

## Thành phần
- Thịt và các sản phẩm từ thịt 
  - Thịt heo
  - Soki
  - Thịt bò
  - Con dê
- Cá 
  - Abasu (cá nhím)
  - Gurukun (cá miền hai sọc)
  - Soreru (cá trích tròn sọc bạc)
- Trái cây 
  - Dứa
  - Đu đủ
  - Xoài
  - Chanh dây
  - Ổi
  - Trái cây họ cam quýt
- Rau 
  - Cải bắp
  - Goya / khổ qua
  - Hechima / Luffa
  - Shikuwasa
  - Khoai lang
  - Khoai môn
  - Rong biển
  - Tỏi
  - Hành
  - Cà chua
  - Lá cải
- Sản phẩm đậu 
  - Aomame
  - Đậu phụ
- Ngũ cốc và các sản phẩm từ ngũ cốc 
  - Gạo trắng
  - Gạo lứt
  - Seitan

## Các món ăn thông thường của Okinawa

### Món ăn chính
- Gōyā chanpurū
- Jūshī
- Okinawa soba
- Rafute (thịt heo shoyu)
- Cơm Taco
- Minudaru (thịt lợn hấp)

### Món ăn phụ
- Mimigaa (ミ ミ ガ ー) (tai heo)
- Umi-budō
- Hirayachi
- Món tofuyo

### Đồ uống có cồn
- Awamori
- Bia Orion

### Kẹo
- Beniimo (紅芋)
- Chinsuko
- Fuchagi (mochi với đậu ngọt)
- Jīmami dōfu (đậu phụ vuông- đậu phụ)
- Sata andagi
- Muchi
- Đường nâu Okinawa

## Lợi ích sức khỏe
Người Okinawa được biết đến với tuổi thọ của họ; Số người Okinawa sống thọ gấp 5 lần so với phần còn lại của Nhật Bản và bản thân người Nhật là quốc tịch sống lâu nhất trên thế giới.